# La Regina del Sud
La Regina del Sud è il quattordicesimo romanzo dello spagnolo Arturo Pérez-Reverte, pubblicato nel 2002. Il libro racconta la storia di Teresa Mendoza, una donna messicana nata a Culiacan, Sinaloa, che si trasferisce a vivere in Spagna, dove è coinvolta nel traffico di clandestini e di droga. La storia mostra la vita di Teresa, desideri, speranze, amori e anche i suoi affari illeciti nella sua nuova terra, senza però lasciare alle spalle le proprie radici messicane.

## Trama
La storia inizia nel Culiacan quando Teresa riceve una telefonata. La informa che il suo fidanzato, il "Biondo" Davila, è morto, così decide di fuggire. Il "Biondo" Davila era un pilota al servizio di Don Epifanio Vargas, uno dei principali trafficanti di droga della zona. Il Biondo le aveva sempre detto che se gli fosse successo qualcosa Teresa sarebbe dovuta scappare. Infatti due sicari arrivano a casa sua per ucciderla, ma lei riesce a scappare. Chiede così aiuto a Don Epifanio, che le consiglia di andare a Melilla, in Spagna per cominciare una nuova vita. Trova lavoro in un bar e incontra un uomo a cui si legherà profondamente, Santiago Finisterre. Santiago è un contrabbandiere di tabacco e hashish tra Marocco e Spagna attraverso lo Stretto di Gibilterra; lei inizia ben presto a seguirlo nei suoi viaggi ed impara i trucchi del mestiere. Durante l'ennesimo duello in mare con gli elicotteri della polizia, Fisterra muore in un incidente; Teresa sopravvive e viene arrestata.
In prigione incontra Paty O'Farell, una donna bisessuale che si innamora di lei, in carcere anch'essa per traffico di droga. Una volta uscite entrambe di prigione, avviano un'attività di traffico di droga attraverso lo stretto di Gibilterra con la mafia russa. 
Grazie alla sua abilità con i numeri e con idee innovative per la gestione del contrabbando, diventa la maggior trafficante di droga nel sud della Spagna. Teresa inizia un nuovo rapporto con il suo commercialista, Teo Aljarafe, anche se non arriva mai a innamorarsene. Gli affari vanno sempre meglio e la polizia inizia a indagare sempre più a fondo su di lei. 
Teresa scopre che Teo la sta tradendo, fornendo informazioni dei loro traffici al governo e alla DEA. Durante l'operazione che doveva essere una trappola per Teresa, Teresa lo uccide.
La DEA comunque prende contatto con Teresa e le rivela che il "Biondo" Davila era in realtà un agente del governo e che la sua morte è stata decisa da Don Epifanio Vargas che lo aveva scoperto. Teresa doveva morire perché era la sua ragazza. La DEA offre la possibilità a Teresa di rientrare in Messico, a condizione di rendere pubblici gli affari illegali di Vargas per impedire la sua elezione a senatore dello Stato del Sinaloa. 
La notte prima della deposizione, la casa nella quale era ospite viene attaccata dai narcotrafficanti. Con l'aiuto della sua guardia del corpo, Teresa riesce comunque a sopravvivere.
Dopo la deposizione non si hanno più notizie di Teresa.

## Stile
Tutto il romanzo è impostato come un romanzo giornalistico, in cui un giornalista racconta la storia di Teresa, la regina del narcotraffico. Alla fine, quando Teresa torna in Messico per la deposizione contro Vargas, il giornalista riesce a intervistarla prima della notte dell'assalto.

## Riferimenti
Nel romanzo ci sono numerosi riferimenti e omaggi a Il conte di Montecristo: è il primo romanzo che Paty fa leggere a Teresa in prigione; il tema della vendetta è comunque insito nella storia di Teresa; un altro riferimento è dato dalla citazione:
(p. 194)
Altro tema del libro è il riferimento alla canzone di narrativa popolare messicana, il corrido, e in particolar modo ad una variazione sul tema, il narco-corrido: canzone popolare che esalta le gesta dei narcotrafficanti.

## Edizioni
- Arturo Pérez-Reverte, La Regina del Sud, traduzione di Roberta Bovaia, Marco Tropea Editore, 2003,  p. 408, ISBN 88-438-0404-9.

## Trasposizioni
Nel 2011, la stagione 1 di La Regina del Sud (versione in spagnolo) è stata trasmessa per la prima volta dall’emittente americana in lingua spagnola Telemundo (gruppo NBCUniversal).
Nel 2019 – a otto anni di distanza dalla prima stagione – vede la luce la stagione 2, frutto di una co-produzione tra Telemundo e Netflix.
Nel giugno 2016, sulla rete televisiva americana USA Network è andata in onda la prima stagione delle serie televisiva “Queen of the South” sempre liberamente ispirata al libro di Arturo Pérez-Reverte, ma in lingua inglese. Della serie sono state prodotte quattro stagioni tutte trasmesse in Italia da Netflix. La quinta stagione, che è anche la stagione conclusiva della serie, è andata in onda negli USA nel 2021, e sarà prossimamente trasmessa anche in Italia.